# ليزلي أوسبورن
ليزلي أوسبورن (بالإنجليزية: Leslie Osborne)‏ (27 مايو 1983 بميلواكي في الولايات المتحدة - ) هي لاعبة كرة قدم أمريكية في مركز الوسط. شاركت مع منتخب الولايات المتحدة تحت 20 سنة للسيدات لكرة القدم ومنتخب الولايات المتحدة تحت 23 سنة للسيدات لكرة القدم ‏ ومنتخب الولايات المتحدة لكرة القدم للسيدات. أما مع النوادي، فقد لعبت مع بوسطن بريكرز وشيكاغو رد ستارز وCalifornia Storm ‏ وChicago Cobras ‏ وإف سي قولد برايد.

## وصلات خارجية
- ليزلي أوسبورن على موقع الاتحاد الدولي (مؤرشف)  (الإنجليزية)
- ليزلي أوسبورن على موقع قاعدة بيانات كرة القدم.إي يو (الإنجليزية)
- ليزلي أوسبورن على موقع Soccerway.com (الإنجليزية)
- ليزلي أوسبورن على موقع عالم كرة القدم.نت (الإنجليزية)